# Ricos de Amor
Ricos de Amor é uma canção da cantora brasileira Claudia Leitte. Composta por Tierry Coringa, foi lançada nas plataformas digitais pela Roc Nation em 17 de junho de 2016. Claudia apresentou "Ricos de Amor" pela primeira vez durante uma transmissão ao vivo em sua página do Facebook no dia 26 de abril de 2016. A canção foi gravada em 7 de maio de 2016 durante a estreia da Corazón Tour na Arena Skol Anhembi em São Paulo.

## Formatos e faixas
Download digital
1. "Ricos de Amor" - 3:50

## Créditos
- Claudia Leitte — vocal, arranjos
- Luciano Pinto — produção, arranjos, teclado, programação, midi guitarra
- Buguelo — bateria
- Alan Moraes — baixo
- Fabio Alcântara — guitarra, guitarra acústica
- Deny Mercy — mixagem (Studio Live)
- Luis Lacerda — edição
- Alceu Neto — vídeo de animação

## Histórico de lançamento
| Região | Data                | Formato(s)       | Gravadora  |
| ------ | ------------------- | ---------------- | ---------- |
| Brasil | 17 de junho de 2016 | download digital | Roc Nation |